# 和田幸子
和田 幸子（わだ さちこ、1975年9月29日 - ）は、日本の起業家、経営者、実業家。株式会社タスカジ 代表取締役。タスカジ研究所 所長。

## 来歴・人物
株式会社タスカジ 代表取締役
日経ウーマン・オブ・ザ・イヤー2018 働き方改革サポート賞受賞
1975年、兵庫県川西市生まれ。
1994年、兵庫県立川西緑台高等学校卒業。
1999年、横浜国立大学経営学部会計情報学科を卒業後、富士通株式会社に入社。エンジニアとしてERP製品GLOVIAの開発に携わる。
2005年、富士通の企業派遣制度で慶應義塾大学大学院経営管理研究科（慶應義塾大学ビジネススクール）へ留学し、MBAを取得。
2008年、第一子出産。
2009年、富士通製ERP製品GLOVIAのウェブマーケティングを担当。
2010年、中堅中小企業向け、会計・人事給与クラウドサービスGLOVIAsmarきららの事業立ち上げプロジェクトリーダーを務め、クラウドサービスの販売モデルの構築に取り組む。
2013年11月、自身の課題である共働き家庭における新しいライフスタイルの実現に必要な社会インフラをITで作るため、起業（ブランニュウスタイル株式会社　現 株式会社タスカジ）。
2014年7月、ITを軸としたシェアリングエコノミーの新サービス「タスカジ」をローンチ。
2018年2月、シェアリングエコノミー協会幹事就任、2023年理事就任。
「ニーズの拾い上げ」や「新規事業の立ち上げ」のようなゼロからイチを創り出すのが好き。
５０歳を目標に起業を考えていた。新卒入社した富士通での新規事業立上げを通じて、起業への思いを強める。経営者視点を学ぶためにＭＢＡ留学し、起業するもサービス提供前に頓挫。その経験を糧に、起業に再挑戦した。出産後仕事に育児休暇から復帰すると、「家事と仕事の両立」に悩むこととなった。周りを見渡すとかなりの比率の共働きファミリーは同じ課題を抱えており、特に女性にしわ寄せが行っていることに気がつく。自身の課題でもある「家事と仕事の両立」を実現するため、型決めされていない家事代行サービスを1時間1500円からリーズナブルな料金でオンライン上で提供する『タスカジ』を立ち上げた。

## 取材記事
- （ビジネス＋IT ライフ・シフト対談、2018年12月18日）なぜ富士通を14年目で辞めたのか、「怒りが起業のエネルギー」
- （Bizコンパス、2018年12月13日）家事代行を“シェアリング”で提供するサービスができるまで
- （レインボーニュース、2018年12月）P10「起業教育応援」自分の未来、日本の未来を起こそう！
- （honto plus、2018年12月）私のBOOK MARK 第19回 タスカジ代表取締役社長 和田幸子さん
- （月刊事業構想、2019年1月号）家事は単純労働？ 「クリエイティブな家事」の時代が到来
- （プレシャス、12月号）P37 実体験の"困った"が生んだ家事代行マッチングサイト
- （Qool，2018年11月8日）若いうちはどんどんやるべき！自ら立ち上げたサービスで家事と仕事の両立を実現した起業家のマインド
- （月刊誌都市問題 第109巻 第11号、2018年11月）「家事シェアサービス」を広めていくために――「タスカジ」の挑戦
- （扶桑社「夢を引き寄せる手帳術 」、2018年10月）デジタルとアナログの併用が家事と仕事の両立を叶えてくれます
- （ELLE Oneline、2018年10月）辛酸なめ子さんと探る！ステレオタイプを超えた生き方って？
- （大阪のビジネスシーンがわかる！中小企業応援サイトBplats、2018年10月3日）家事をシェアして自分らしく輝く社会に
- （日経ウーマンオンライン、2018年9月28日）「家事＝女性」固定観念を変えたい　家事代行は新文化 新しい助け合いの形を　これからは「家事代行」がもっと当たり前の社会へ
- （日経XTREND、2018年9月19日）パソコンで子どもの創造力を育み、可能性を無限に広げたい
- （週間エコノミスト、2018年9月18日号）家事は得意な人に任せよう　和田幸子　タスカジ社長
- （Mamadays、2018年8月）主婦力を活かす新しい働き方！タスカジとは？
- （データーのじかん、2018年7月18日）『レビューがタスカジさんを育てる ―サービスをあえて均質化せず、当事者感覚×ファクトで期待を超える』
- （データーのじかん、2018年7月12日）『「罪悪感」を払拭すれば世界は変わる。 家事に対する価値観の変革に取組むタスカジの覚悟』
- （Lancheers、2018年3月22日）『業界の課題に挑み続ける、タスカジのサービスリリース成功の秘密とは？』
- （ミモレ、2018年3月19日）『【和田幸子さん インタビュー】大手企業を辞めて 「家事代行」サービスを 立ち上げた強い想いとは【後編】』
- （ミモレ、2018年3月15日）『【和田幸子さん インタビュー】大手企業を辞めて 「家事代行」サービスを 立ち上げた強い想いとは【前編】』
- （プレジデント、2018年2月）『タスカジ社長が続ける"週末1万歩"の効能約3時間の散策で一石三鳥な週末』
- （文化放送『The News Masters TOKYO』、2018年2月）『家事代行マッチングサービスで家族の形を変えたい 株式会社タスカジ 代表取締役 和田幸子さん』
- （NIKKEI STYLE、2018年2月）『タスカジ 和田幸子社長（上）「家事が苦手」な富士通元SE 逆手に挑む代行シェア』
- （NIKKEI STYLE、2018年2月）『タスカジ 和田幸子社長（下）「家事シェア」で起業　貯金2百万円崩して試行錯誤』
- （Startuphub Tokyo、2018年1月）『【イベントレポート】LEGO® ブロックでやりたいことをカタチにして、起業のアイデアを確かなものに』
- （ハジコレ、2018年1月）『家政婦さんを探す?家政婦さんになれる!? 新感覚のハウスキーパーマッチングサービスがすごい！』
- （東京都創業NETインタビュー、2017年12月）『型決めされていない「家事代行サービス」をオンラインで提供』
- （マナトピ、2017年11月）『時間も心も充実！働くママにおすすめの「家事代行サービス」の使い方』
- （PLANNERS. 企画ラボ、2017年9月）『思い立って1週間で退職決意。自身のユーザー体験から等身大起業。タスカジ和田幸子さん』
- （PLANNERS. 企画ラボ、2017年9月）『ニーズはあえて聞かない！ サービスはぶつけながら企画する。タスカジ和田幸子さん』
- （毎日新聞、2017年8月）『くらしナビ・ライフスタイル料理代行で食卓に変化』
- （JB Press、2017年2月）『家事代行サービスは「働き方改革」の救世主となるか産後の共働き女性を支え、戦力化する手段へ』
- （INFORIUM｜NTTデータ、2017年1月）『和田幸子（ブランニュウスタイル 代表取締役）』
- （@nifty、2017年1月）『家事代行ってどんな人が使うの？タスカジの人に聞いてきた』
- （ascii、2016年11月）『家政婦さんの家事代行マッチングサービス「タスカジ」を体験してみた』
- （SankeiBiz、2016年11月）『家事代行「あったらいいな」を形に　ブランニュウスタイル・和田幸子社長』
- （くらしとしごと、 2017年1月）『家事代行の株式会社タスカジに学ぶ、ママが活躍できる組織の条件』
- （Share! Share! Share! 、2016年12月）『掃除や料理に英会話！？　家事代行サービス『タスカジ』が提案する“付加価値のマッチング”と“新しい家族のカタチ”とは？』
- （DRIVE!インターン、2016年9月）『誰もが家事や育児にとらわれずに思った通りの人生を生きることができる世界をつくる!』
- （MAMApla、2016年6月）『家事代行サービスのタスカジに編集部が実際に家事をお願いしてみました！』
- （日経DUAL、2016年6月）『フルタイム会社員ママから起業という夢を実現「タスカジ」でもっと家事代行サービスをシェアし合える世の中を目指したい』
- （キャリタス福祉）『IT×家事代行＝ライフスタイルの変革』
- （朝日新聞 The globe、2015年12月）『ウェブで家政婦を選ぶ／タスカジ社長に聞く』
- （ハフィントンポスト、2015年05月）『外国人ハウスキーパーは子育て世代の救世主？ タスカジ・和田幸子さんに聞く、家事代行サービスの可能性』
- （laxic、2015年12月）『家事のアウトソースを日本のスタンダードにしたい 自分の必要性からマッチングサイトを立ち上げたワーママ』
- （花王マイカジ、2015年4月）『家事代行って、どんなサービスなの？　ひとり暮らしでも頼んで大丈夫？』
- （The Bridge、2014年7月）『共働き世帯も使いやすい「タスカジ」：多様なハウスキーパーが1時間あたり1,500円で家事代行』
- （パワーママプロジェクト、2014年4月）『大手企業を退職し「ハウスキーパー」サービスを立ち上げるパワーママ | 和田幸子　VOL.45』

## 講演
- （東京都 平成30年度第3回女性が輝くTOKYO懇話会～情報通信業編～、2018年12月26日）小池知事対談動画　対談レポート
- （schoo、2018年12月17日）LIFE SHIFT実践者のライフシフトプラン vol.4 起業によるライフシフト
- （モーニングピッチ、2018年10月25日）第258回 子育て・保育特集
- （関電不動産、2018年9月26日）日本初！次代の暮らし方を創る　まちライブラリー、AsMama、タスカジとコラボする、「コミュニティ／シェア」をテーマとした、生活・地域共創プロジェクト　（仮称）『吹田市千里山プロジェクト』始動　カンファレンスイベント
- （IoT推進ラボ・経済産業省「スマートライフ」、2018年9月18日）パネルディスカッション -生活に寄り添ってスマートライフを考える-
- （la billage OPEN EVENT、2018年7月11日）『「女性×働き方」はどう変わるのか 人生100年時代のキャリアパスを考える』　女性の働き方が多様に　私の価値観が変わった”あの日”【イベントレポート：前編】　働く女性が理想に近づく秘訣　仕事とパートナーへの向き合い方【イベントレポート：後編】
- （billage OSAKA OPENING WEEK、2018年4月8日) トークセッション『地域×シェアリング 』
- （cafeglobe、2018年3月2日）『大企業をやめるわけ、やめないわけ。決断の理由を教えます！ [MASHING UP]』
- （アサヒ ラボ・ガーデン、2016年6月）『Whisky+タスカジ　シェアリングエコノミーで創る「家事シェア」生活』

## テレビ出演
- 【特集】「楽々掃除、どうする？」（テレビ東京　なないろ日和、2018年8月21日）
- アイディアひとつで勝負！やり手オンナ社長の裏側（関西テレビ、ウラマヨ、2018年6月23日）
- 「デビットカードの便利な使い方」ケーザイ女子トーク（BS JAPAN お金のなる気分～欲張り女子のケーザイ学～、2018年3月22日）
- 内閣総理大臣官邸広報番組 女性の活躍推進 Embracing Diversity to Power Japan's Economy（Bloomberg、2017年3月）（CNBC、2017年3月）
- にじいろミラクルチェンジ（関西テレビ　にじいろジーン、2016年9月3日）
- 家事代行サービス　進まぬ外国人の雇用（テレビ東京　ワールドビジネスサテライト、2016年5月17日）

## ラジオ出演
- 『ワーキングママや共働き世帯の課題について』マスターズインタビュー（文化放送　The News Masters TOKYO、2018年2月20日） Podcast
- 『和田さんは、2013年、勤めていた富士通を退社し、「タスカジ」を起業しました。起業したころの苦労、そして、転職や起業をする人のためのアドバイスとは...？』マスターズインタビュー（文化放送　The News Masters TOKYO、2018年2月21日）Podcast
- 『和田さんがタスカジを設立した理由と、家事を行うハウスキーパーの方を「タスカジさん」と呼ぶ理由を伺います』（文化放送　The News Masters TOKYO、2018年2月22日）Podcast
- 『「タスカジ」は個人と個人の契約で、家事代行・ハウスキーパーさんと繋がるサービスですが、特徴のある"タスカジさん"が増えてきたことで、注目が集まり始めています。また、主婦の方のキャリアが活かせる仕事だと和田社長が力説する理由とは...』（文化放送　The News Masters TOKYO、2018年2月23日）Podcast
- 『共働き家庭における家事の問題、働き方改革や女性活躍に対して、「タスカジ」で問題解決に取り組む和田さんに、今後の社会や家庭の在り方について伺います。』（文化放送　The News Masters TOKYO、2018年2月24日）Podcast

## 書籍
- トーマツ ベンチャーサポート『起業家とつくった 起業の教科書』（日経BP社、2016年12月、ISBN 978-4822235871
- ケイシー ウォール『未来をつくる起業家 vol.2』（クロスメディア・パブリッシング(インプレス)、 2018年3月、ISBN 978-4295401643